# 라세로산
라세로산(영어: lacceroic acid) 또는 도트라이아콘탄산(영어: dotriacontanoic acid)은 화학식이 CH3(CH2)30COOH 인 32개의 탄소로 구성된 긴 사슬의 포화 지방산이다.

## 공급원
라세로산은 라세릴 라세로에이트의 비누화 또는 라세롤의 산화에 의한 생성물의 정제 과정을 통해 얻을 수 있다.

## 유도체
에틸 라세로에이트는 끓는 에탄올 속의 라세로산에 HCl 가스의 작용에 의해 결정성 고체로 얻을 수 있다.